# Google Fit
Google Fit is een platform voor het monitoren van de gezondheid via een activiteitstracker of een mobiele apparaat Het platform kwam beschikbaar op 28 oktober 2014 en is ontwikkeld door Google voor het Android-besturingssysteem, de Wear OS en het besturingssysteem iOS van Apple. Google Fit is een enkele set API's die gegevens van meerdere apps en apparaten combineert. Hierbij wordt gebruik gemaakt van sensoren in de activiteitstracker of het mobiele apparaat van de gebruiker om diens fysieke fitnessactiviteiten, zoals wandelen of fietsen, te registreren. De activiteiten worden gemeten aan de hand van de fitnessdoelen van de gebruiker, om zo een uitgebreid beeld van de conditie van de gebruiker te geven.

## Geschiedenis
Google Fit werd op 25 juni 2014 aangekondigd op de Google I/O-conferentie. Op 7 augustus 2014 werd er een softwareontwikkelingskit voor Google Fit uitgebracht.
In augustus van 2018 kondigde Google een vernieuwing aan: er werden nieuwe doelen voor activiteiten toegevoegd op basis van aanbevelingen van de American Heart Association en de Wereldgezondheidsorganisatie. De updates zijn bedoeld om Fit beter te helpen met het verstrekken van statistieken voor andere activiteiten dan alleen wandelen, en om gebruikers aan te moedigen activiteiten te doen die de hartslag verhogen zonder dat ze daarvoor naar de sportschool hoeven te gaan.
In april van 2019 kondigde Google aan dat Google Fit voor iOS een vergelijkbare ervaring zou gaan bieden als zijn Android-tegenhanger. Google Fit voor iOS gebruikte Apple Gezondheid, Nike Run Club, Headspace of een aangesloten apparaat zoals de Apple Watch of de Wear OS smartwatch als die verbonden is met de mobiele telefoon van de gebruiker. In augustus van 2019 kondigde Google de komst van de donkere modus, inzichten over slaap en een workout-kaartfunctie voor de app aan.
In april 2020 kreeg Google Fit een nieuw ontwerp. In november 2020 werd de iOS 14-widget toegevoegd. In februari 2021 kondigde het ebdrijf een Pixel 5-functie aan voor de Google Fit-app. Deze functie betreft de hartslag- en ademhalingsmetingen met de camera van de Pixel 5. In juni 2021 kondigde men ondersteuning aan voor wandelen op tempo.

## Functionaliteit
Google Fit biedt een enkele set API's voor apps en apparaatfabrikanten om activiteitsgegevens van fitness-apps en sensoren op Android- en andere apparaten (zoals wearables, hartslagmeters of aangesloten weegschalen) op te slaan en te openen. Gebruikers kunnen kiezen met wie hun fitnessgegevens worden gedeeld en kunnen er voor kiezen deze informatie op elk moment te verwijderen.